# 駒沢女子短期大学

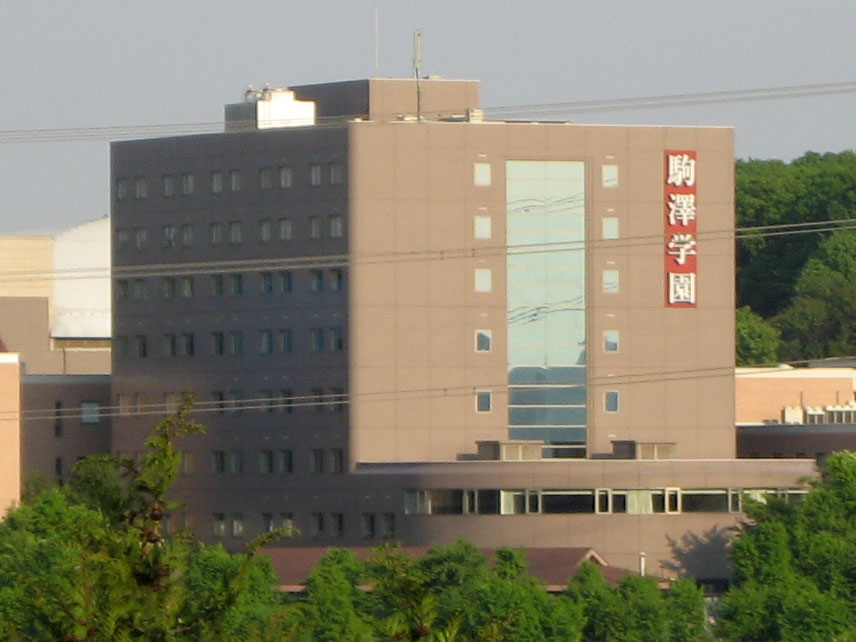
駒澤学園

駒沢女子短期大学（こまざわじょしたんきだいがく、英語: Komazawa Women’s Junior College）は、東京都稲城市坂浜238番地に本部を置く日本の私立大学。1928年創立、1965年大学設置。大学の略称は駒女（こまじょ）。

## 概観

### 大学全体
- 東京都稲城市に所在する日本の私立短期大学で、設置主体は学校法人駒澤学園[1]。
- 1965年に開学[注 2]、当初は1学科で入学定員50名体制。その後、増設により学科体制は最大で2学科と1学科2専攻だったが、現在は当初と同じ保育科のみの単科短大となっている[注 3]。

### 建学の精神（校訓・理念・学是）
- 駒沢女子短期大学における建学の精神は「正念・行学一如」となっている。

### 教育および研究
- 保育科：開学当初からある学科。「児童福祉」「発達心理学」「小児栄養実習」「音楽」などの科目のほか、駒沢女子短期大学附属幼稚園での教育実習や海外研修も行なわれている。

### 学風および特色
- 駒沢女子短期大学は道元が開いた曹洞宗の思想に基づいた教育がベースとなっている。
- 永平寺参拝旅行がある。
- 2008年度、財団法人短期大学基準協会の第三者評価の結果、「適格」認定を受けている。

## 沿革
- 1928年
  - 曹洞宗大本山永平寺により駒沢高等女学校および駒沢家政女学校が創設される[4]。
- 1951年
  - 3月9日 学校法人駒澤学園が成立[5]。
- 1953年
  - 駒沢高等保育学校に改組。
- 1955年
  - 駒沢高等保母学校に改組。
- 1965年
  - 1月25日 左記を以て文部省[注 4]より短期大学の設置が認可される[6]。
  - 4月1日 駒沢女子短期大学が以下の学科体制にて開学する[7]。
    - 保育科 入学定員40名

  - 5月1日 学生数[8]/定員[注釈 1]
    - 保育科 74[注釈 2]/40
- 1966年
  - 4月1日 以下の学科を増設する[注釈 3]。
    - 食物科 入学定員50名[注釈 4]

  - 同 保育科の入学定員を40[注釈 1]→50[注釈 4]に増員[注釈 3]。
  - 5月1日 学生数[12]/定員
    - 保育科 314[注釈 2]/90
    - 食物科 115[注釈 2]/50
- 1968年
  - 4月1日 食物科に栄養課程が設置される。
- 1974年
  - 4月1日 保育科の入学定員を50[13]→100[14]に増員[15]。
- 1975年
  - 5月1日 学生数[16]/定員
    - 保育科 910[注釈 2]/200
    - 食物科 164[注釈 2]/100
- 1986年
  - 4月1日 食物科の入学定員を50[17]→100[注釈 5]に増員[注 5]。
  - 5月1日 学生数[21]/定員
    - 保育科 635[注釈 2]/200
    - 食物科 256[注釈 2]/150
- 1987年
  - 4月1日 食物科の入学定員を100[注釈 5]→150[22]に増員[注 6]
  - 5月1日 学生数[25]/定員
    - 保育科 395[注釈 2]/200
    - 食物科 331[注釈 2]/250
- 1989年
  - 4月1日 以下の学科を増設する[26]。
    - 英語英文科 入学定員100名

  - 同 東京都世田谷区弦巻2-19-34にあったキャンパスを稲城市に移転。
  - 同 保育科の入学定員を100[27]→150[28]に増員[26]。
  - 5月1日 学生数[29]/定員
    - 保育科 347[注釈 2]/250
    - 食物科 351[注釈 2]/300
    - 英語英文科 146[注釈 2]/100
- 1990年
  - 4月1日 食物科を生活科に改称し、以下の専攻課程を設置する。
    - 生活専攻 入学定員100名
    - 食物栄養専攻 入学定員50名

  - 5月1日 学生数[30]/定員
    - 保育科 376[注釈 2]/300
    - 生活科 352[注釈 2]/300
    - 英語英文科 252[注釈 2]/200
- 1991年
  - 4月1日 学科の定員増を以下の通り行う[注 7]。
    - 英語英文科 100[注釈 6]→200[注釈 7]
    - 生活科食物栄養専攻 50[注釈 6]→100[注釈 7]

  - 5月1日 学生数[35]/定員
    - 保育科 341[注釈 2]/300
    - 生活科 409[注釈 2]/350
    - 英語英文科 354[注釈 2]/300
- 1992年
  - 5月1日 学生数[注 8]/定員
    - 保育科 369[注釈 2]/300
    - 生活科 445[注釈 2]/400
    - 英語英文科 455[注釈 2]/400
- 1993年
  - 4月1日 保育科の入学定員を150[38]→100[39]に減員[40]。
  - 5月1日 学生数[41]/定員
    - 保育科 316[注釈 2]/250
    - 生活科 457[注釈 2]/400
    - 英語英文科 485[注釈 2]/400
- 1999年
  - 4月1日 英語英文科の学生募集を最終とする[注 9]。
  - 5月1日 学生数[44]/定員
    - 保育科 249[注釈 2]/200
    - 生活科 360[注釈 2]/400
    - 英語英文科 258[注釈 2]/400
- 2000年
  - 4月1日 入学定員減を以下の通り行う[42]。
    - 生活科 200→180
      - 生活専攻 100→
      - 食物栄養専攻 100→90
- 2001年
  - 4月1日 生活科生活専攻の学生募集を最終とする[注 10]。
  - 7月30日  左記をもって英語英文科が正式に廃止となる[45]。
- 2002年
  - 4月1日 この年度の入学生より生活科食物栄養専攻を食物栄養科に改組[45]。
- 2003年
  - 3月31日 左記をもって生活科生活専攻が正式に廃止となる[46]。
  - 4月1日 保育科の入学定員を100→130に増員[46]。
- 2004年
  - 4月1日 食物栄養科の入学定員を90→80に減員[47]。
- 2008年
  - 4月1日 食物栄養科の学生募集を最終とする[注 11]。
- 2010年
  - 4月1日 左記をもって食物栄養科が正式に廃止となる[49]。
- 2014年
  - 1月 平成26年度大学入試センター試験参加短期大学の1校となる[50]。
- 2015年
  - 1月 平成27年度大学入試センター試験参加短期大学の1校となる[51]。
- 2016年
  - 1月 平成28年度大学入試センター試験参加短期大学の1校となる[52]。

## 基礎データ

### 所在地
- 東京都稲城市坂浜238番地

### 象徴
- 右記資料を参照[6]。

### 校歌・応援歌
- 校歌　作詞: 山上曹源（豊田八十代の草案）、作曲: 跡部晃 、編曲: 福井直秋

### 歴代学長
- 山上曹源（駒沢高等女学院・駒沢家政女学校校長）

1. 小川弘貫（1965年～）
2. 上田祖峯（1974年～）

- 東隆眞（1995年～）
- 光田督良
- 安藤嘉則（2020年～）

### 交通アクセス
- 京王電鉄相模原線稲城駅または小田急電鉄小田原線・多摩線・新百合ヶ丘駅から小田急バスにて「駒沢学園」バス停留場下車（注意：「駒沢学園入口」で下車しないこと）
  - 稲城駅前バスターミナル2番乗り場より、小田急バス駒沢学園行き・新百合ヶ丘駅行き・柿生駅北口行きに乗車（所要時間約7分）
  - 新百合ヶ丘駅南口バスターミナル5番乗り場より、小田急バス駒沢学園行き・稲城駅行き・稲城市立病院行きに乗車（所要時間約20分）

## 教育および研究

### 組織

#### 学科
- 保育科入学定員130名[1]

#### 過去にあった学科
- 生活科
  - 生活専攻 入学定員90名[注 12]
  - 食物栄養専攻→食物栄養学科 入学定員80名[注 13]
- 英語英文科 入学定員200名[注 14]

#### 専攻科
- なし

#### 別科
- なし

#### 取得資格について

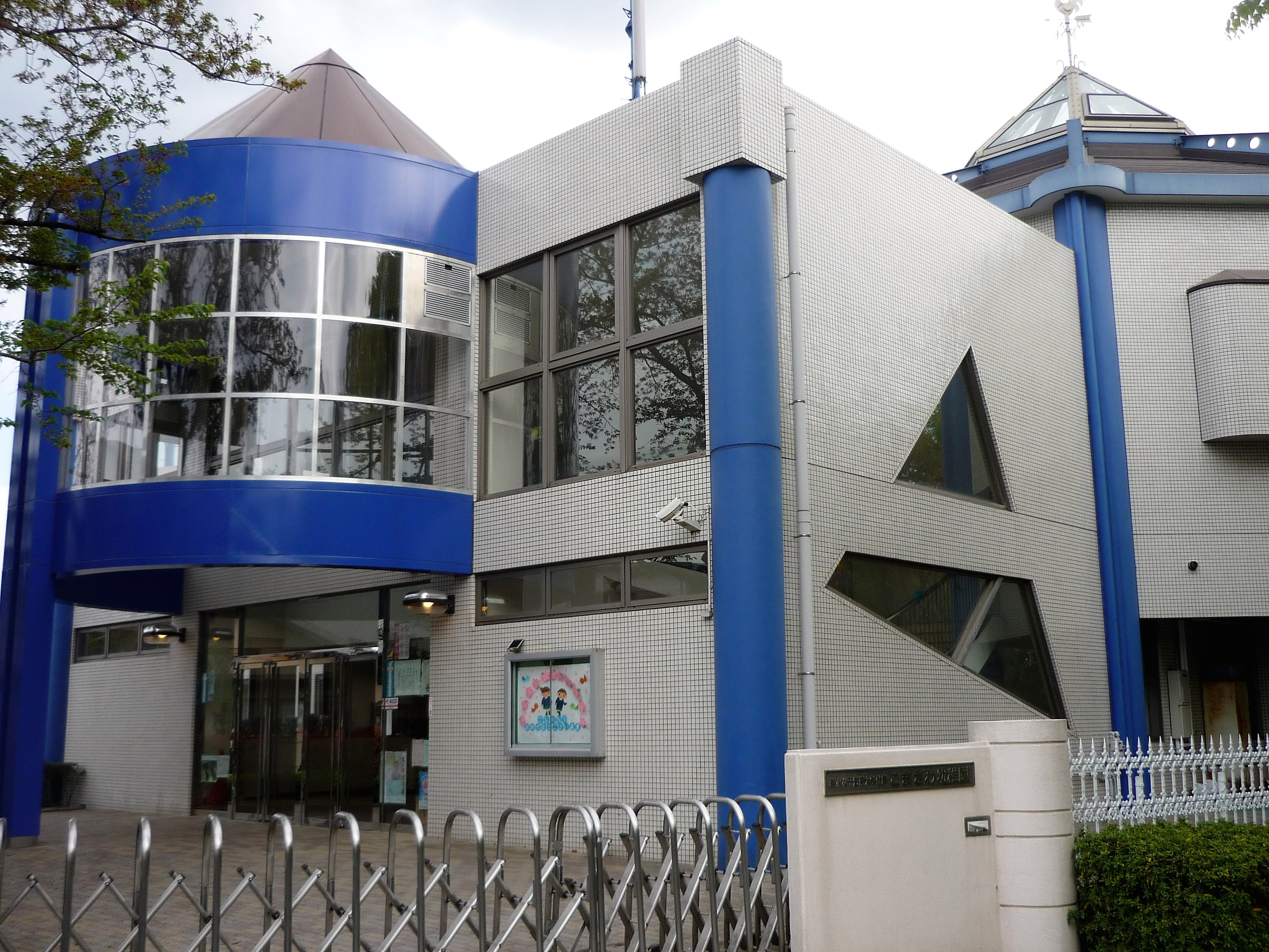
駒沢女子短期大学付属こまざわ幼稚園

- 保育士資格と幼稚園教諭二種免許状が保育科にて取得できる。
- 過去にあった食物栄養科（生活科食物栄養専攻含む）では、栄養士資格が取得できた[56]。
- 過去にあった生活科生活専攻（旧・食物科）には中学校教諭免許状（家庭）の教職課程を設置されていた[56]。

#### 附属機関
- 図書館
- 駒沢女子短期大学付属こまざわ幼稚園

### 研究
- 『駒沢女子短期大学研究紀要』[57]

## 学生生活

### 部活動・クラブ活動・サークル活動
- 駒沢女子短期大学のクラブ活動。
  - 体育系：ラクロス・テニス・舞踏・ゴルフ・スキューバーダイビング・太極拳・バスケットボールほか
  - 文化系：茶道・華道ほか

### 学園祭
- 駒沢女子短期大学の学園祭は「りんどう祭」と呼ばれ、毎年概ね10月頃に行われている。

## 大学関係者と組織

### 教職員
- 太田久紀

### 出身者
- 田中れいか（モデル、社会運動家）

## 施設

### キャンパス
- キャンパス内にはお地蔵様が並ぶ散歩道がある。
- 中央部には、大きな池と小さな滝を配した日本庭園がある。
- 5月頃になると、校門周辺にはツツジが咲く。
- 短大実験実習館がキャンパスのほぼ中央部にある。
- 旧・生活科生活専攻の学生を対象に住生活館があった。

## 対外関係

### 系列校
- 駒沢女子大学
- 駒沢学園女子中学校・高等学校
- 駒沢女子短期大学付属こまざわ幼稚園

### 関係校
- 駒澤大学
- 駒澤大学高等学校
- 駒澤大学附属苫小牧高等学校

## 卒業後の進路について

### 編入学・進学実績
- 生活科：工学院大学・昭和女子大学・文京学院大学ほか[58]
- 英語英文科：淑徳大学・大東文化大学ほか[58]